# Rifugio Gabriele Boccalatte e Mario Piolti
Das Rifugio Gabriele Boccalatte e Mario Piolti (häufig auch nur kurz Rifugio Boccalatte genannt) ist eine Schutzhütte im Aostatal in den  Grajischen Alpen innerhalb der Mont-Blanc-Gruppe. Sie liegt in einer Höhe von 2803 m s.l.m. im Seitental Val Ferret nahe der Gletscher Ghiacciao di Planpincieux und Ghiacciaio delle Grandes Jorasses innerhalb der Gemeinde Courmayeur. Die Hütte ist seit 2016 wieder bewirtschaftet und bietet 25 Bergsteigern Schlafplätze.

## Aufstieg
Von Courmayeur fährt man mit dem Auto in Richtung des Seitentals Val Ferret. Beim Ortsteil  Plampincieux  (1578 m) liegt ein Parkplatz.
Für den gesamten, einige Schwierigkeiten aufweisenden Weg vom Parkplatz bei Plampincieux bis zum Rifugio Boccalatte sind ungefähr 4 Stunden zu veranschlagen. 

## Geschichte
Die Schutzhütte wurde bereits im Jahr 1881 eingeweiht und in den Jahren 1944 sowie 1984 gründlich renoviert. Im Jahr 2001 erhielt die Hütte einige Solarpanele.
Die Hütte wurde den Turiner Bergsteigern Gabriele Boccalatte und Mario Piolti gewidmet, die im Jahr 1938 am Berg Aiguille de Triolet tödlich verunglückten. Zuvor hieß die Hütte Rifugio Grandes Jorasses.

## Tourenmöglichkeiten

### Übergänge
- Übergang zum Bivacco Ettore Canzio, 3818 m

### Gipfeltouren
Folgende Gipfel können von der Hütte erreicht werden:
- Punta Walker (4208 m), sowie das gesamte Massiv der Grandes Jorasses Pointe Whymper (4184 m), Pointe Croz (4110 m), Pointe Elena (4045 m) und Pointe Margherita (4065 m).